# Kärsa (Väike-Maarja)
Kärsa – wieś w Estonii, w prowincji Virumaa Zachodnia, w gminie Väike-Maarja.